# Liste des ministres chypriotes de la Santé
 (février 2021).
Si vous disposez d'ouvrages ou d'articles de référence ou si vous connaissez des sites web de qualité traitant du thème abordé ici, merci de compléter l'article en donnant les références utiles à sa vérifiabilité et en les liant à la section « Notes et références ».
Cet article présente la liste des ministres chypriotes de la Santé depuis 1960.
Actuellement, dans le gouvernement Christodoulídis, la compétence est assumée par Michális Damianós, ministre de la Santé.

## Liste des ministres
| Ministre              | Ministre            | Ministre                | Parti               | Début               | Fin                 | Gouvernement        |                     |                     |
| Tássos Papadópoulos   | Tássos Papadópoulos | Tássos Papadópoulos     | Tássos Papadópoulos | Tássos Papadópoulos | Tássos Papadópoulos | Tássos Papadópoulos | Tássos Papadópoulos | Tássos Papadópoulos |
| --------------------- | ------------------- | ----------------------- | ------------------- | ------------------- | ------------------- | ------------------- | ------------------- | ------------------- |
|                       |                     | Andréas Gavrielídes     | AKEL                | 1er février 2005    | 12 juin 2006        | Papadópoulos        |                     |                     |
|                       |                     | Kháris Kharalábous      | AKEL                | 13 juin 2006        | 15 juillet 2007     | Papadópoulos        |                     |                     |
|                       |                     | Kóstas Kadís            | Sans                | 16 juillet 2007     | 28 février 2008     | Papadópoulos        |                     |                     |
| Dimítris Khristófias  |                     |                         |                     |                     |                     |                     |                     |                     |
|                       |                     | Khrístos Patsalídes     | AKEL                | 28 février 2008     | 4 août 2011         | Khristófias         |                     |                     |
|                       |                     | Stávros Malás           | AKEL                | 5 août 2011         | 14 octobre 2012     | Khristófias         |                     |                     |
|                       |                     | Androúlla Agrótou       | Sans                | 15 octobre 2012     | 28 février 2013     | Khristófias         |                     |                     |
| Níkos Anastasiádis    |                     |                         |                     |                     |                     |                     |                     |                     |
|                       |                     | Pétros Petrídis         | DIKO                | 1er mars 2013       | 13 mars 2014        | Anastasiádis I      |                     |                     |
|                       |                     | Filippos Patsalis       | Sans                | 14 mars 2014        | 26 juillet 2015     | Anastasiádis I      |                     |                     |
|                       |                     | Giórgos Pamporídês      | Sans                | 27 juillet 2015     | 28 février 2018     | Anastasiádis I      |                     |                     |
|                       |                     | Konstantínos Ioánnou    | Sans                | 1er mars 2018       | 22 juin 2021        | Anastasiádis II     |                     |                     |
|                       |                     | Mikhális Khatzipantélas | Sans                | 22 juin 2021        | 28 février 2023     | Anastasiádis II     |                     |                     |
| Níkos Christodoulídis |                     |                         |                     |                     |                     |                     |                     |                     |
|                       |                     | Pópi Kanári             | Sans                | 1er mars 2023       | 6 janvier 2024      | Christodoulídis     |                     |                     |
|                       |                     | Michális Damianós       | DIKO                | 7 janvier 2024      | En fonction         | Christodoulídis     |                     |                     |